# Трихатська сільська рада
Триха́тська сільська́ ра́да — адміністративно-територіальна одиниця та орган місцевого самоврядування в Миколаївському районі Миколаївської області. Адміністративний центр — село Трихати.

## Загальні відомості
Трихатська сільська рада утворена 21 жовтня 1985 року.
- Населення ради: 1 110 осіб (станом на 2001 рік)

## Населені пункти
Сільській раді підпорядковані населені пункти:
- с. Трихати

## Склад ради
Рада складається з 16 депутатів та голови.
- Голова ради: Макаров Олександр Валерійович
- Секретар ради: Бесклуба Тетяна Іванівна

### Керівний склад попередніх скликань
| Прізвище, ім'я, по батькові   | Основні відомості                                                         | Дата обрання | Дата звільнення |
| ----------------------------- | ------------------------------------------------------------------------- | ------------ | --------------- |
| Макарова Валентина Дмитрівна  | Сільський голова, 1960 року народження, позапартійна                      | 26.03.2006   | 11.03.2009      |
| Цибко Петро Андрійович        | Сільський голова, 1949 року народження, член Комуністичної партії України | 02.08.2009   | 31.10.2010      |
| Макаров Олександр Валерійович | Сільський голова, 1984 року народження, освіта вища, член Партії регіонів | 31.10.2010   |                 |

Примітка: таблиця складена за даними сайту Верховної Ради України

### Депутати
За результатами місцевих виборів 2010 року депутатами ради стали:

#### За суб'єктами висування
| Суб'єкт висування                 | Кількість обраних депутатів | %    |
| --------------------------------- | --------------------------- | ---- |
| Партія регіонів                   | 7                           | 43,8 |
| Самовисування                     | 7                           | 43,8 |
| Політична партія «Сильна Україна» | 2                           | 12,5 |

#### За округами
| № округу                          | Прізвище, ім'я, по батькові     | Дата визнання обраним | Освіта             | Партійна приналежність                  | Відомості про обраного депутата            |
| --------------------------------- | ------------------------------- | --------------------- | ------------------ | --------------------------------------- | ------------------------------------------ |
| Партія регіонів                   |                                 |                       |                    |                                         |                                            |
| 2                                 | Ярова Валентина Михайлівна      | 01.11.2010            | вища               | член Партії регіонів                    | Трихатська загальноосвітня школа, вчитель  |
| 5                                 | Чечуй Євдокія Петрівна          | 01.11.2010            | середня            | член Партії регіонів                    | пенсіонер                                  |
| 6                                 | Кондратьєва Лариса Миколаївна   | 01.11.2010            | вища               | член Партії регіонів                    | Трихатська загальноосвітня школа, вчитель  |
| 8                                 | Зволінська Валентина Миколаївна | 01.11.2010            | середня спеціальна | член Партії регіонів                    | Трихатській ДНЗ, вихователь                |
| 10                                | Чернецька Віра Леонідівна       | 01.11.2010            | середня спеціальна | член Партії регіонів                    | Трихатський відділ зв'язку, начальник      |
| 12                                | Мостова Ірина Миколаївна        | 01.11.2010            | середня спеціальна | член Партії регіонів                    | Трихатська загальноосвітня школа, завгосп  |
| 13                                | Ній Оксана Замова               | 01.11.2010            | вища               | член Партії регіонів                    | Трихатська загальноосвітня школа, вчитель  |
| Політична партія «Сильна Україна» |                                 |                       |                    |                                         |                                            |
| 4                                 | Скрипак Любов Іванівна          | 01.11.2010            | середня            | член Політичної партії «Сильна Україна» | пенсіонер                                  |
| 16                                | Морозов Олександр Юрійович      | 03.11.2010            | вища               | член Політичної партії «Сильна Україна» | Приватбанк, менеджер                       |
| Самовисування                     |                                 |                       |                    |                                         |                                            |
| 1                                 | Бабков Ілля Васильович          | 01.11.2010            | середня            | позапартійний                           | пенсіонер                                  |
| 3                                 | Бесклуба Тетяна Іванівна        | 01.11.2010            | незакінчена вища   | позапартійна                            | Трихатська с/р, секретар                   |
| 7                                 | Цибко Андрій Артемович          | 01.11.2010            | середня спеціальна | позапартійний                           | пенсіонер                                  |
| 9                                 | Пушкарьова Валентина Григорівна | 01.11.2010            | вища               | позапартійна                            | Трихатська с/р, діловод                    |
| 11                                | Кравченко Світлана Тадеушівна   | 01.11.2010            | вища               | позапартійна                            | Трихатська загальноосвітня школа, директор |
| 14                                | Чернова Людмила Миколаївна      | 01.11.2010            | середня спеціальна | позапартійна                            | Трихатська с/р, соц.захист                 |
| 15                                | Калін Олександр Миколайович     | 01.11.2010            | середня            | позапартійний                           | пенсіонер                                  |